# Jun Ishikawa (écrivain)
Jun Ishikawa (石川 淳, Ishikawa Jun, 7 mars 1899 - 29 décembre 1987) est le nom de plume d'un écrivain moderniste, traducteur et critique littéraire japonais de l'ère Shōwa. Son véritable nom (écrit avec le même kanji) est Ishikawa Kiyoshi.

## Biographie

### Jeunesse
Fils d'un banquier, Ishikawa naît dans le quartier populaire Asakusa de l'arrondissement Taitō à Tokyo. Il est diplômé en littérature française de l'école des langues étrangères de Tokyo ((東京外国語学校), future université de Tokyo des études étrangères). Après ses études, il sert un tour de service dans la marine impériale japonaise de 1922 à 1923, après quoi il est employé par l'Université de Fukuoka en tant que professeur de littérature française. Au début de sa carrière, il s'applique à la traduction en japonais d'œuvres telles que Le Lys rouge d'Anatole France  et L'Immoraliste d'André Gide, tous deux futurs prix Nobel de littérature.
L'année suivante, il démissionne de l'université en raison d'une controverse sur sa participation à des mouvements de protestation des étudiants. Il retourne à Tokyo et commence une existence bohème, vivant dans des pensions bon marché tout en traduisant Les Caves du Vatican d'André Gide et Le Misanthrope et Tartuffe de Molière.

### Carrière littéraire
Sa carrière littéraire commence en 1935, quand il écrit une série de nouvelles, à commencer par Kajin (佳人, « Dame »), et  Hinkyu mondo (貧窮問題, « dialogue sur la pauvreté ») dans lesquelles il dépeint la lutte d'un écrivain solitaire essayant de créer une fiction parnassienne. En 1936 il est lauréat de la quatrième édition du prix Akutagawa de littérature pour son récit Fugen (普賢, « Le Bodhisattva »).
Au début de 1938, quand la guerre du Japon contre la Chine est à son apogée, Ishikawa publie le brillamment ironique Marusu no uta (マルスの歌, « Chanson de Mars »), une histoire contre la guerre bientôt interdite pour incitation à fomenter des pensée antimilitaristes . Son premier roman, Hakubyo (白描, « Simple esquisse », 1940) est une critique du stalinisme. Pendant les années de guerre, il se détourne de la fiction et écrit des biographies de Mori Ōgai et Watanabe Kazan. Toutefois, son principal intérêt réside dans les vers comiques composés durant l'ère Tenmei de l'époque d'Edo (狂歌, Kyoka), dont il devient un spécialiste. Il écrit de la poésie sous le nom de plume d'Isai (夷斎). Avec des gens comme Osamu Dazai, Sakaguchi Ango et Sakunosuke Oda, Ishikawa est connu comme membre du mouvement Buraiha (littéralement « Ruffian ») de littérature anti-conventionnelle. Au cours de la période d'après-guerre, il écrit Ogon Densetsu (黄金伝説, « La légende dorée », 1946) et Yakeato no Iesu (焼跡のイエス, « Jésus dans les décombres », 1946). L'écrivain Kōbō Abe devient son élève.

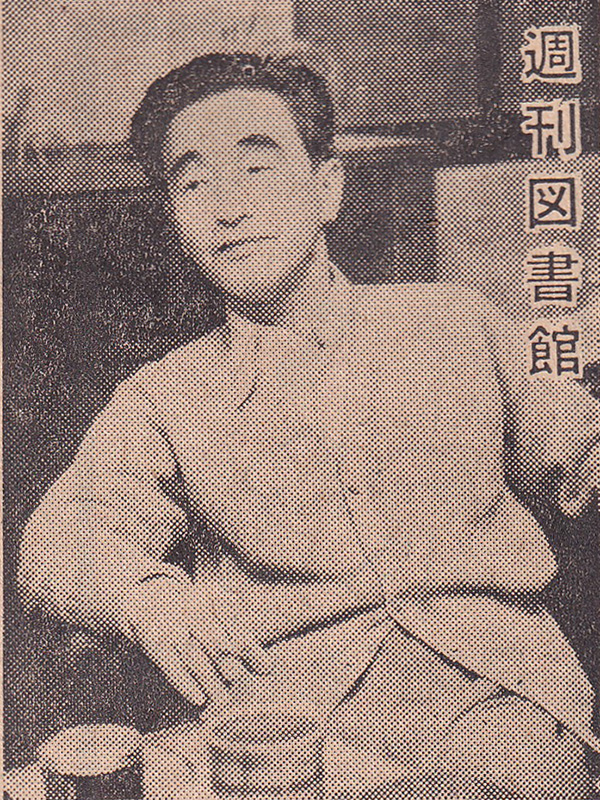
Jun Ishikawa en 1956.

Il poursuit également la rédaction d'essais qui se présentent sous deux formes. Dans Isai hitsudan (夷齋筆談, « Les Discours d'Isai », 1950-1951), il couvre un large éventail de sujets allant des arts à la littérature en passant par les affaires courantes, dans un style irrévérencieux et parfois amer. D'autre part, Shokoku Kijinden (諸国 畸人伝, « Excentriques et galants de tout le pays », 1955-1957), est une série de notices biographiques de personnes exceptionnelles provenant de diverses périodes dans l'histoire du Japon. Il se tourne aussi vers l'histoire du Japon ancien, avec la publication en feuilleton de Shinshaku Kojiki (新釈 古事記, « Autre traduction du Kojiki »), Hachiman Engi (八幡 縁起, « Origines des dieux Hachiman », 1957) et Shura (修羅, « Démons », 1958), dans lesquels il explore l'origine de la nation japonaise et des conflits entre les peuples Jōmon et Yayoi.
En 1964, il part en voyage en Union soviétique et en Europe de l'Ouest en compagnie de Kōbō Abe. De son premier voyage à l'étranger il résulte Seiyu Nichiroku (西游日録, « Compte-rendu d'un voyage en Occident », 1965). En 1967, il se joint à Kawabata Yasunari, Mishima Yukio et Kōbō Abe en publiant une déclaration pour protester contre la destruction de l'art chinois durant la révolution culturelle. Ishikawa est immensément populaire dans la période d'après-guerre, et remporte de nombreux prix littéraires. Son Edo-bungaku-shōki (江戸文学掌記, « Bref aperçu de la littérature d'Edo », 1980), est couronné du prix Yomiuri de littérature.

## Prix et distinctions
- 1936 Prix Akutagawa pour Fugen (普賢)
- 1981 Prix Yomiuri dans la catégorie critiques/Biographies pour Edo bungaku Shoki (江戸文學掌記)
- 1982 Prix Asahi pour sa contribution à la littérature contemporaine avec une édition complète en 17 volumes

## Liste des œuvres traduites en français
- 1937 : Fugen ! Tôkyô, années 1930, trois récits ("Fugen !", "Roseaux d'encre", "Échange sur l’indigence") traduits par Vincent Portier, Les Belles Lettres, 2010.
- 1946 : La Légende dorée, dans Les Ailes La Grenade Les Cheveux blancs et douze autres récits (1945-1960), nouvelle traduite par Jean-Jacques Tschudin, Editions Le Calligraphe-Picquier, 1986 (réédition Editions Philippe Picquier, 1991) ; Anthologie de nouvelles japonaises (Tome II - 1945-1955) - Les Ailes La Grenade Les Cheveux blancs, Picquier poche, 1998.
- 1946 : Jésus dans les décombres, dans Anthologie de nouvelles japonaises contemporaines (tome I), nouvelle traduite par Edwige de Chavane, Gallimard, 1986.
- 1946-1948 : Ève sous la neige, quatre récits ("Le Buisson ardent", "Ève sous la neige", "Komachi aux cent visites", "La Conception virginale") traduits par Vincent Portier, Les Belles Lettres, 2018.
- 1953-1956 : Le Faucon, suivi de Les Asters, deux nouvelles traduites par Edwige de Chavane, Editions Philippe Picquier, 1990 ; Picquier Poche, 2005.
- 1961 : Sur un silence d'Albert Camus, dans France-Asie/Asia, vol. XVII, n°165 (p. 1711-1714), janvier-février 1961.
- 1981-1982 : Errances sur les Six Voies, traduit par Jean-Jacques Tschudin, Les Belles Lettres, 2012.

## Œuvres traduites du français en japonais par Jun Ishikawa
- Anatole France: Le Lys rouge (赤い百合, Akai yuri)
- André Gide: L'Immoraliste (背徳者, )
- André Gide: Les Caves du Vatican (法王庁の抜け穴 )
- Charles-Ferdinand Ramuz: Jean-Luc persécuté (悩めるジァン・リュック, Nayamu Jean-Luc)
- Molière: Werke